# Тунель Санкт-Паулі
53°32′38″ пн. ш. 9°57′59″ сх. д. / 53.544° пн. ш. 9.9665° сх. д.

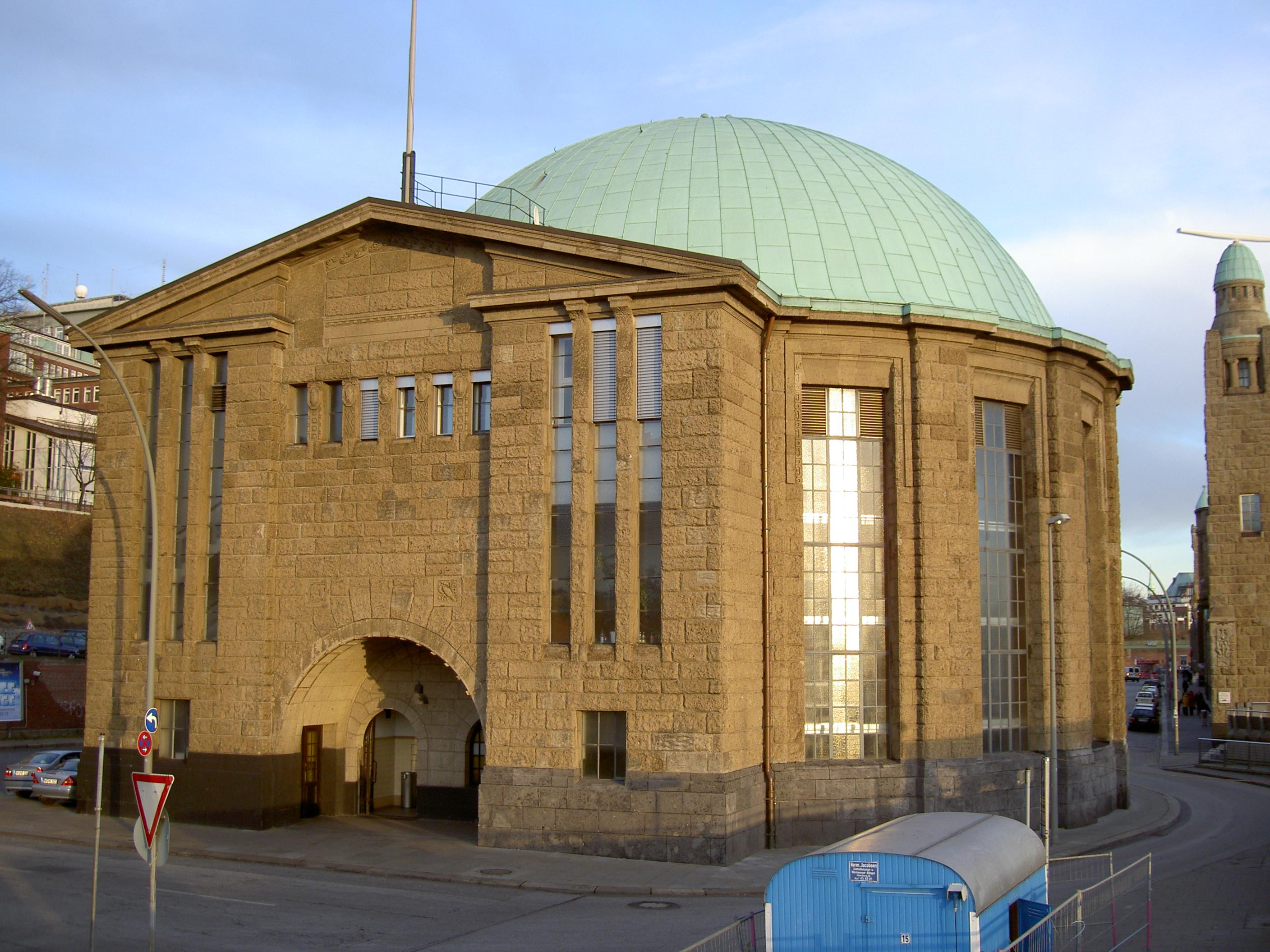
Головний вхід до тунелю

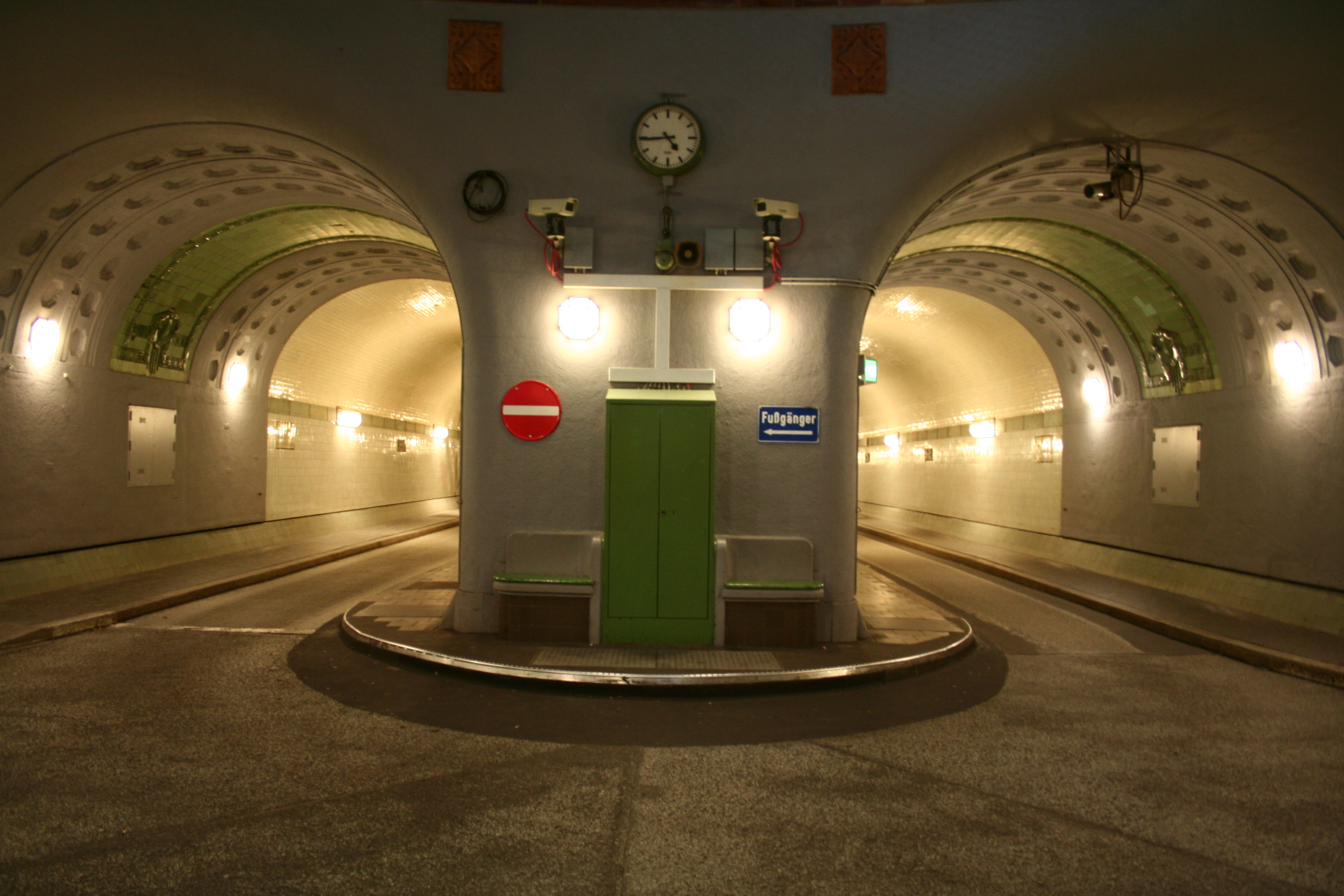
Галереї тунелю

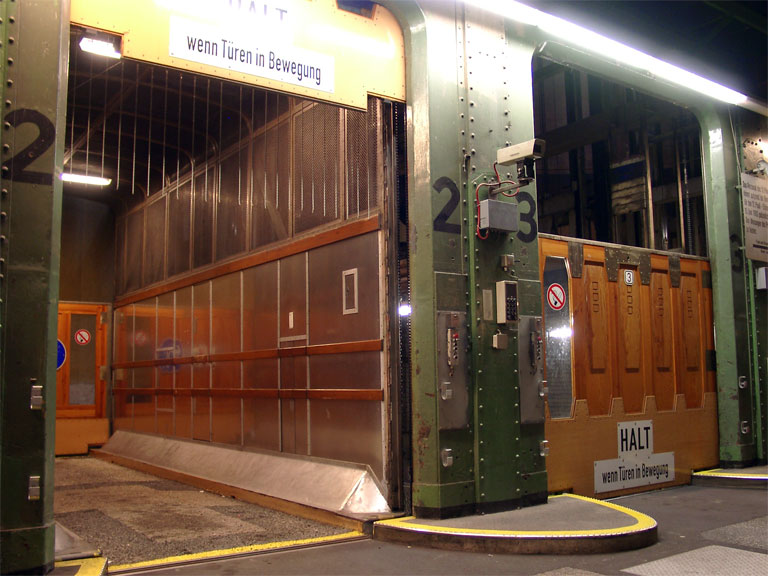
Ліфти

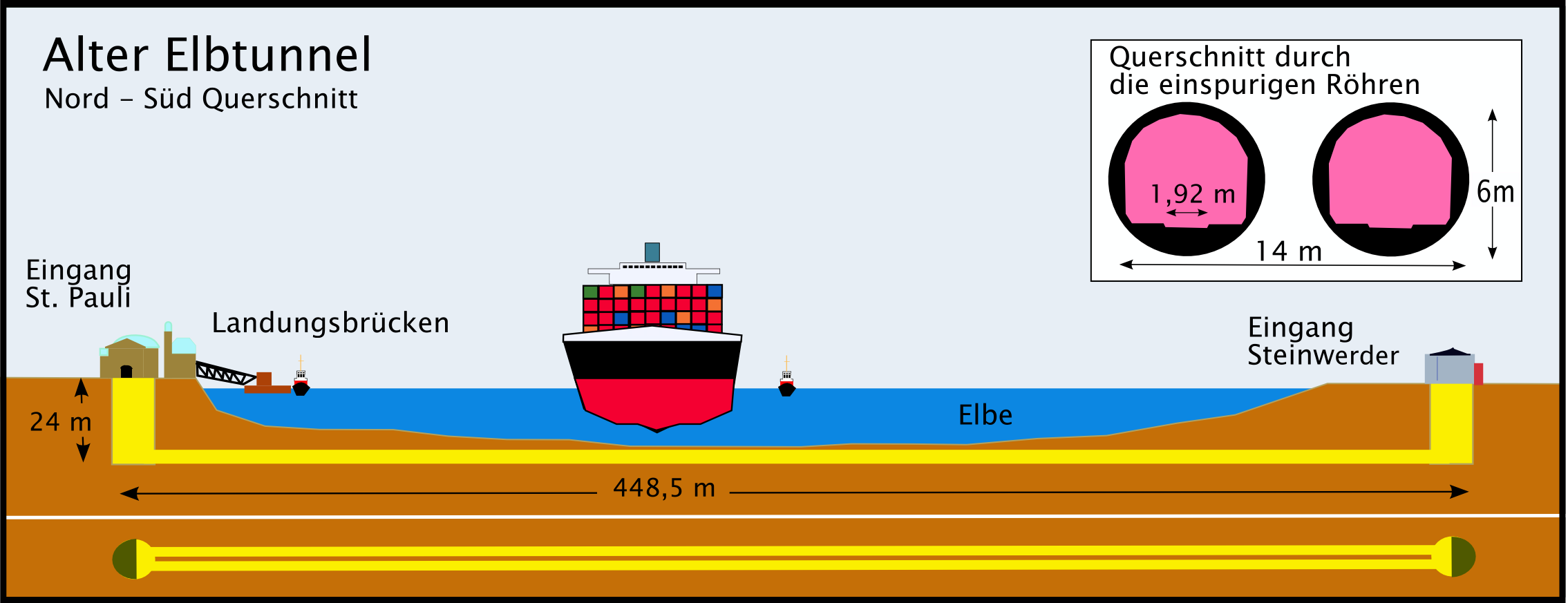
Тунель Санкт Паулі в розрізі

Тунель Санкт-Паулі, або Старий тунель під Ельбою (нім. Sankt Pauli-Elbtunnel, Alter Elbtunnel) — підземний перехід під річкою Ельба, побудований 1911 року в місті Гамбурзі. Назва Санкт-Паулі походить від однойменного гамбурзького кварталу. Тунель називають старим, оскільки в 1975 році було відкрито новий тунель попід Ельбою. Тунель сполучає центр міста Гамбурга з доками та корабельнями міста.
Чотири велетенські ліфти з кожного боку тунелю, що функціонують вже понад сто років з дня відкриття, спускають на глибину 24 метри пішоходів та автомобілі. Оскільки тунель не витримував зростаючого транспортного потоку в 60-і роки минулого століття було прийнято рішення про спорудження нового тунелю. З 2003 року старий тунель перебуває під захистом як пам'ятка історії й архітектури.

## Історія
У перші роки після відкриття щороку 20 млн людей проходили чи проїздили через тунель на інший берег. Більшість використовувала тунель щоб добратися на роботу в порт чи корабельні. Внаслідок автоматизації роботи в порту і на корабельнях в 1970-і та 1980-і роки кількість людей зменшилася до 500 000 на рік. Завдяки туристичним пропозиціям привабливість тунелю останніми роками зростає.
У 2008 році цей тунель використовувало близько 300,000 автомобілістів, 63,000 велосипедистів та 700,000 пішоходів. Тунель відкритий 24 години на добу для пішоходів та велосипедистів. Для інших автомобільних засобів тунель відкритий з понеділка у п'ятницю з 5:20 ранку до 8:00 вечора, у суботу з 5:20 ранку до 4:00 вечора.

## Технічні дані
- 426 м завдовжки.
- 24 завглибшки.
- Складається з двох підземних галерей завширшки 6 метрів.
- Відкритий для автомобілів та пішоходів.
- По 4 ліфти на кожному березі.

## Труднощі будівництва
Будівництво тунелю було пов'язане з труднощами, оскільки багатьом робітникам доводилося працювати під водою, витримуючи високий тиск. Частими були нещасні випадки, троє робітників загинули під час будівництва. З 4400 робітників, що брали участь в роботах, 74 дістали серйозні ушкодження, а 600 — легкі травми.

## Декор інтер'єру
Стіни тунелю оздоблені заскленими керамічними прикрасами з майоліки, які за своєю тематикою пов'язані з річкою Ельбою. В основному це зображення риб чи крабів, але проте там також можна побачити зображення щурів тощо.

## Сучасне використання
Тунель є місцем проведення художньої виставки «ЕльбАрт» (ElbArt), окрім цього тунель є частиною маршруту для марафону на велику дистанцію, який має назву «Марафон ЕльбТунель». У 2008 році тунель був залучений у Tag des offenen Denkmals (День спадщини), це щорічний захід, який проводиться по всій Німеччині та, який спонсорується Німецьким фондом охорони пам'яток, що відкриває об'єкти культурної спадщини для суспільства.

## Галерея

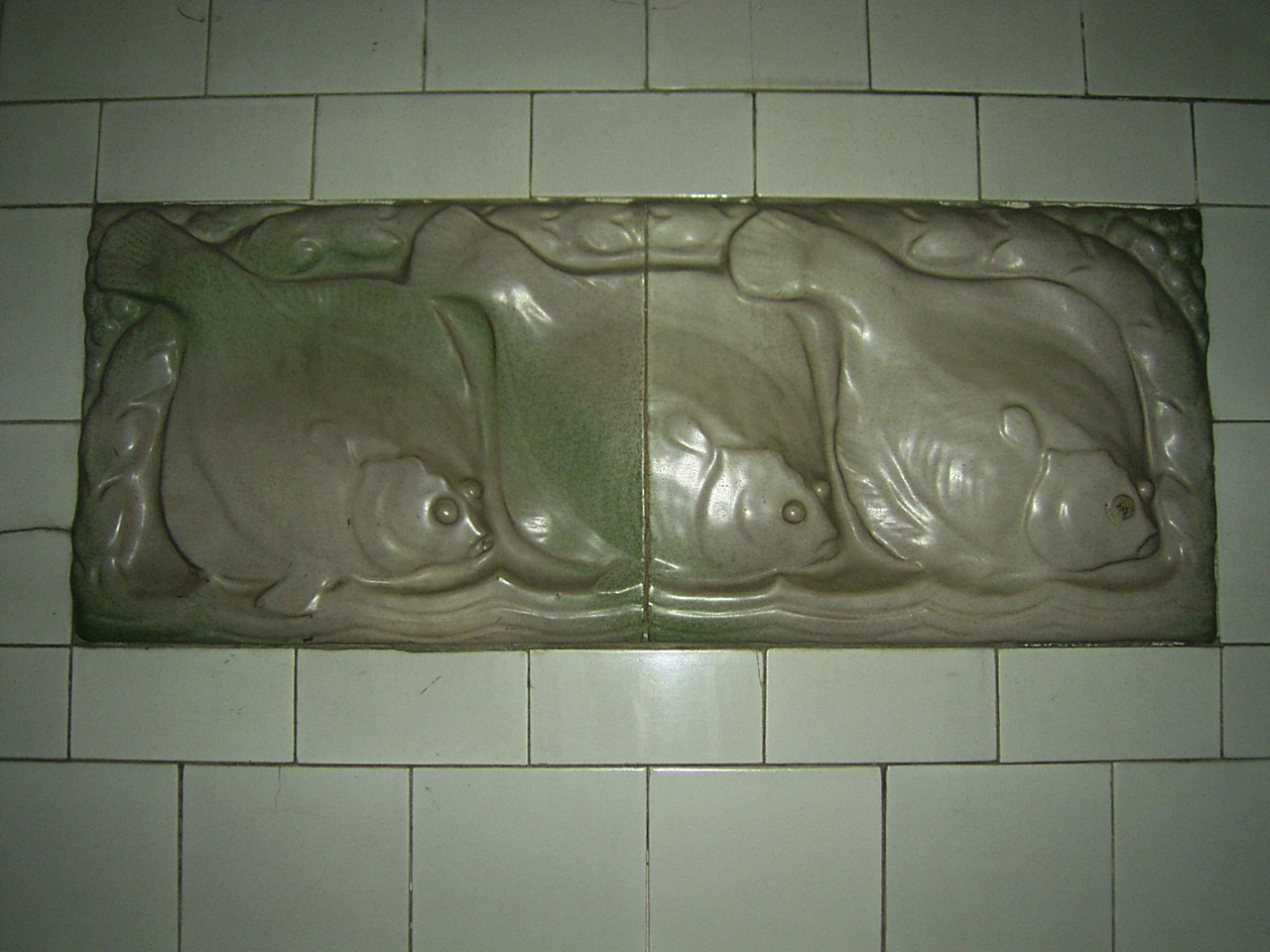
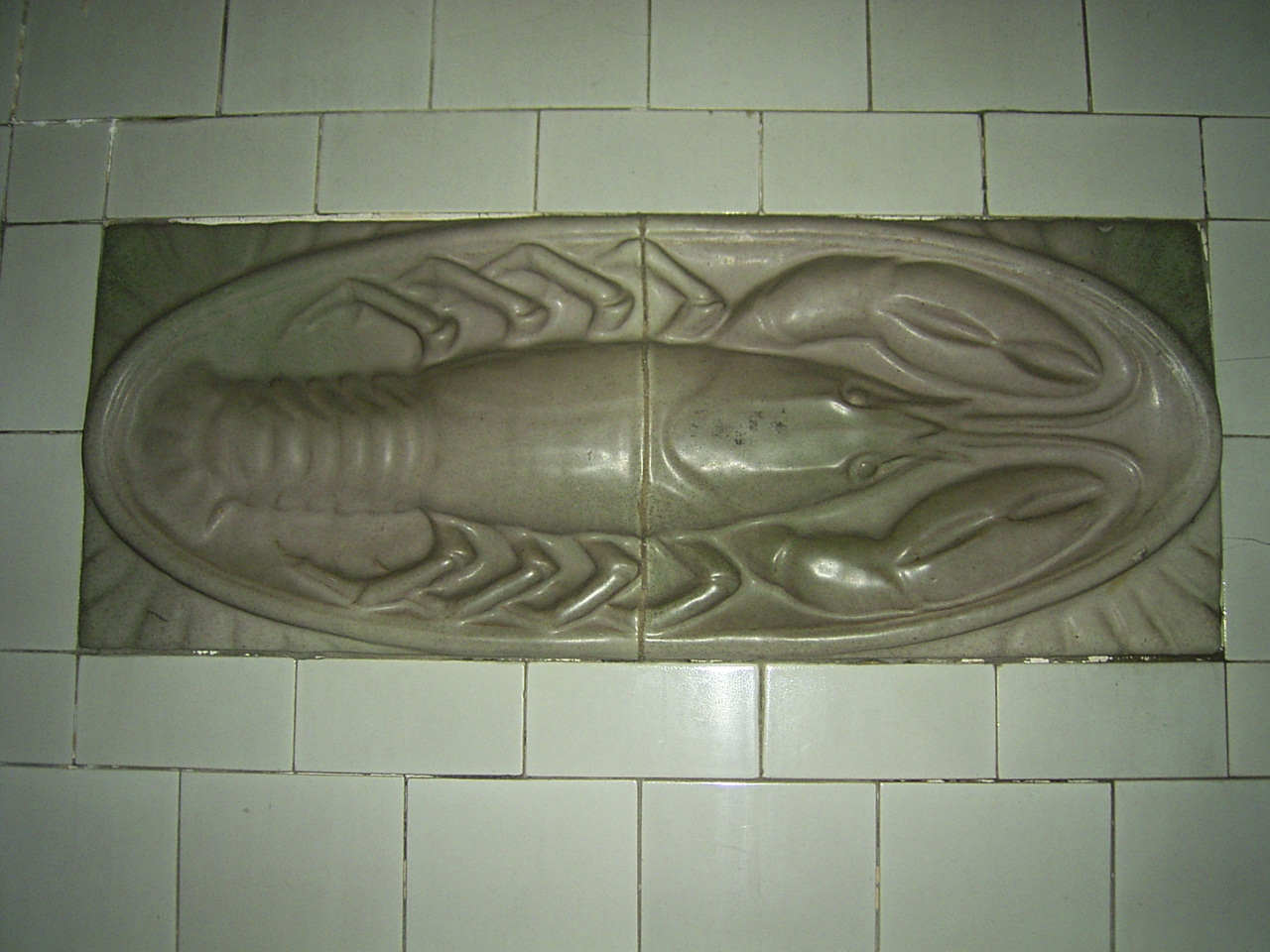
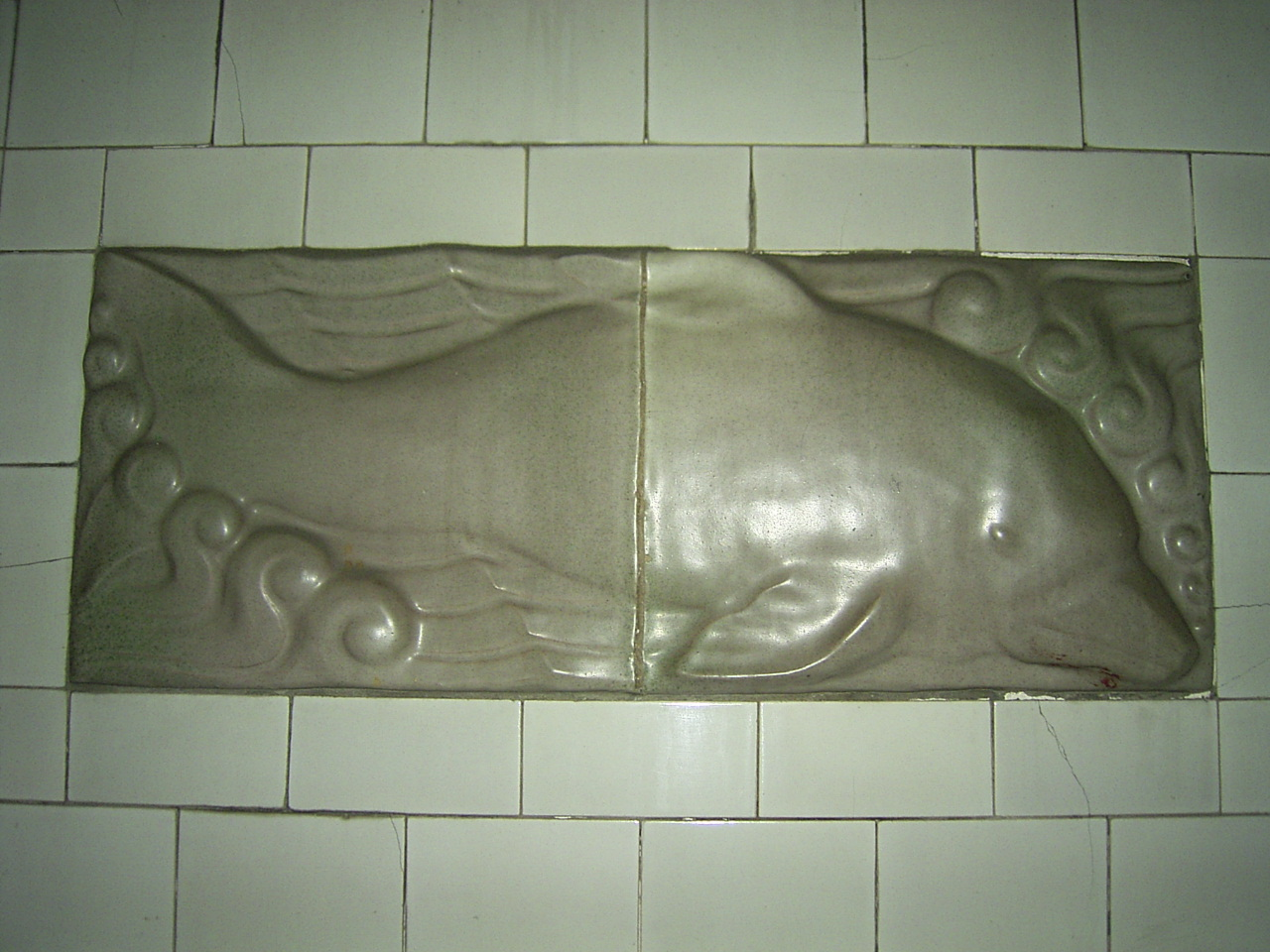
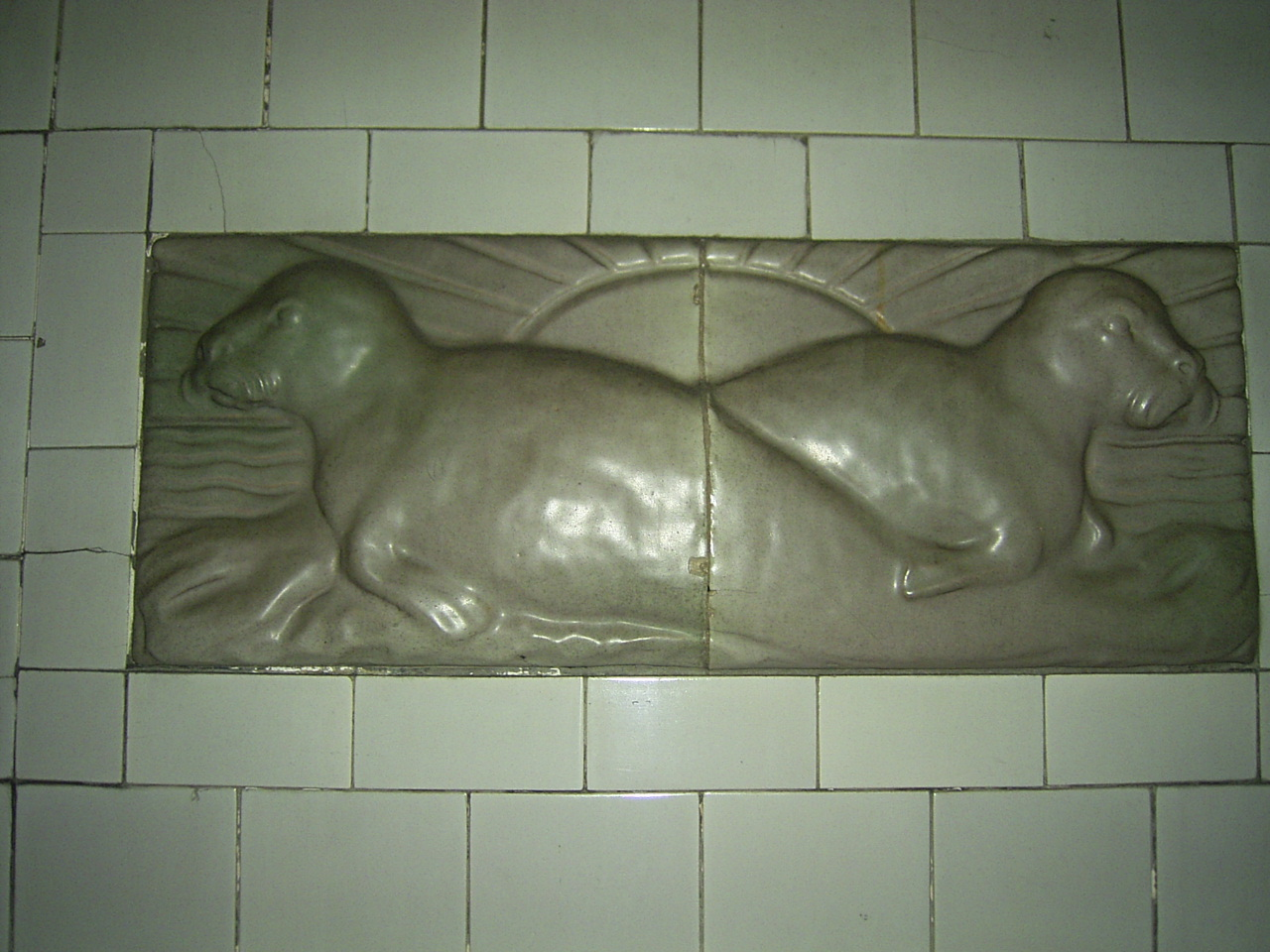